# Giro dei Paesi Bassi 1978
Il Giro dei Paesi Bassi 1978, diciottesima edizione della corsa, si svolse dal 15 al 20 agosto 1978 su un percorso di 1 110 km ripartiti in 5 tappe (la prima e la quinta suddivise in due semitappe) e un cronoprologo, con partenza da Nimega e arrivo a Goes. Fu vinto dall'olandese Johan van der Velde della squadra Ti-Raleigh-Mc Gregor davanti ai belgi Etienne Van der Helst e Rudy Pevenage.

## Tappe
| Tappa  | Data      | Percorso                            | km   | Vincitore di tappa   | Leader cl. generale   |
| ------ | --------- | ----------------------------------- | ---- | -------------------- | --------------------- |
| Prol.  | 15 agosto | Nimega > Nimega (cron. individuale) | 1,2  | Walter Planckaert    | Walter Planckaert     |
| 1ª-1ª  | 15 agosto | Nimega > Nimega                     | 80   | Aad van den Hoek     | Aad van den Hoek      |
| 1ª-2ª  | 16 agosto | Nimega > Heerenveen                 | 244  | Leo van Vliet        | Daniel Willems        |
| 2ª     | 17 agosto | Heerenveen > Heesch                 | 225  | Jan Raas             | Daniel Willems        |
| 3ª     | 18 agosto | Heesch > Maastricht                 | 225  | Cees Priem           | Daniel Willems        |
| 4ª     | 19 agosto | Maastricht > Zevenbergen            | 211  | Johan van der Velde  | Etienne Van der Helst |
| 5ª-1ª  | 20 agosto | 's-Heerenhoek > Goes                | 103  | Gerrie Knetemann     | Etienne Van der Helst |
| 5ª-2ª  | 20 agosto | Goes > Goes (cron. a squadre)       | 21   | Ti-Raleigh-Mc Gregor | Johan van der Velde   |
| Totale | Totale    | Totale                              | 1110 |                      |                       |

## Dettagli delle tappe

### Prologo
- 15 agosto: Nimega > Nimega (cron. individuale) – 1,2 km

| Pos. | Corridore         | Squadra    | Tempo |
| ---- | ----------------- | ---------- | ----- |
| 1    | Walter Planckaert | C&A        | 1'28" |
| 2    | Jan Raas          | TI-Raleigh | a 1"  |
| 3    | Daniel Willems    | Ijsboerke  | s.t.  |

| Pos. | Corridore         | Squadra    | Tempo |
| ---- | ----------------- | ---------- | ----- |
| 1    | Walter Planckaert | C&A        | 1'28" |
| 2    | Jan Raas          | TI-Raleigh | a 1"  |
| 3    | Daniel Willems    | Ijsboerke  | s.t.  |

### 1ª tappa - 1ª semitappa
- 15 agosto: Nimega > Nimega – 80 km

| Pos. | Corridore        | Squadra     | Tempo    |
| ---- | ---------------- | ----------- | -------- |
| 1    | Aad van den Hoek | TI-Raleigh  | 1h47'45" |
| 2    | Bert Scheuneman  | Bode deuren | s.t.     |
| 3    | Piet van Katwijk | TI-Raleigh  | s.t.     |

| Pos. | Corridore        | Squadra    | Tempo    |
| ---- | ---------------- | ---------- | -------- |
| 1    | Aad van den Hoek | TI-Raleigh | 1h49'15" |

### 1ª tappa - 2ª semitappa
- 16 agosto: Nimega > Heerenveen – 244 km

| Pos. | Corridore        | Squadra    | Tempo    |
| ---- | ---------------- | ---------- | -------- |
| 1    | Leo van Vliet    | Miko       | 6h13'42" |
| 2    | Daniel Willems   | Ijsboerke  | s.t.     |
| 3    | Aad van den Hoek | TI-Raleigh | s.t.     |

| Pos. | Corridore        | Squadra    | Tempo    |
| ---- | ---------------- | ---------- | -------- |
| 1    | Daniel Willems   | Ijsboerke  | 6h15'16" |
| 2    | Leo van Vliet    | Miko       | a 3"     |
| 3    | Aad van den Hoek | TI-Raleigh | s.t.     |

### 2ª tappa
- 17 agosto: Heerenveen > Heesch – 225 km

| Pos. | Corridore         | Squadra    | Tempo    |
| ---- | ----------------- | ---------- | -------- |
| 1    | Jan Raas          | TI-Raleigh | 5h57'55" |
| 2    | Piet van Katwijk  | TI-Raleigh | s.t.     |
| 3    | Guido Van Calster | C&A        | s.t.     |

| Pos. | Corridore         | Squadra   | Tempo     |
| ---- | ----------------- | --------- | --------- |
| 1    | Daniel Willems    | Ijsboerke | 12h13'11" |
| 2    | Guido Van Calster | C&A       | a 3"      |
| 3    | Leo van Vliet     | Miko      | s.t.      |

### 3ª tappa
- 18 agosto: Heesch > Maastricht – 225 km

| Pos. | Corridore          | Squadra        | Tempo    |
| ---- | ------------------ | -------------- | -------- |
| 1    | Cees Priem         | TI-Raleigh     | 5h23'23" |
| 2    | Johan van der Meer | Bode deuren    | a 4"     |
| 3    | Jan Krekels        | Jet Star Jeans | s.t.     |

| Pos. | Corridore         | Squadra   | Tempo     |
| ---- | ----------------- | --------- | --------- |
| 1    | Daniel Willems    | Ijsboerke | 17h36'36" |
| 2    | Guido Van Calster | C&A       | a 5"      |
| 3    | Leo van Vliet     | Miko      | s.t.      |

### 4ª tappa
- 19 agosto: Maastricht > Zevenbergen – 211 km

| Pos. | Corridore             | Squadra        | Tempo    |
| ---- | --------------------- | -------------- | -------- |
| 1    | Johan van der Velde   | TI-Raleigh     | 4h34'55" |
| 2    | Adrie van Houwelingen | Jet Star Jeans | s.t.     |
| 3    | Rudy Pevenage         | Ijsboerke      | s.t.     |

| Pos. | Corridore             | Squadra    | Tempo     |
| ---- | --------------------- | ---------- | --------- |
| 1    | Etienne Van der Helst | C&A        | 22h12'28" |
| 2    | Johan van der Velde   | TI-Raleigh | a 42"     |
| 3    | Rudy Pevenage         | Ijsboerke  | a 50"     |

### 5ª tappa - 1ª semitappa
- 20 agosto: 's-Heerenhoek > Goes – 103 km

| Pos. | Corridore        | Squadra           | Tempo    |
| ---- | ---------------- | ----------------- | -------- |
| 1    | Gerrie Knetemann | TI-Raleigh        | 2h26'11" |
| 2    | Jos Schipper     | Marc Zeepcentrale | s.t.     |
| 3    | Jan Krekels      | Jet Star Jeans    | s.t.     |

| Pos. | Corridore             | Squadra | Tempo     |
| ---- | --------------------- | ------- | --------- |
| 1    | Etienne Van der Helst | C&A     | 24h38'39" |

### 5ª tappa - 2ª semitappa
- 20 agosto: Goes > Goes (cron. a squadre) – 21 km

| Pos. | Squadra              | Tempo  |
| ---- | -------------------- | ------ |
| 1    | Ti-Raleigh-Mc Gregor | 25'15" |
| 2    | Ijsboerke-Gios       | a 11"  |
| 3    | C&A                  | a 55"  |

| Pos. | Corridore             | Squadra    | Tempo     |
| ---- | --------------------- | ---------- | --------- |
| 1    | Johan van der Velde   | TI-Raleigh | 25h04'46" |
| 2    | Etienne Van der Helst | C&A        | a 13"     |
| 3    | Rudy Pevenage         | Ijsboerke  | a 19"     |

## Classifiche finali

### Classifica generale
| Pos. | Corridore             | Squadra                 | Tempo     |
| ---- | --------------------- | ----------------------- | --------- |
| 1    | Johan van der Velde   | Ti-Raleigh-Mc Gregor    | 25h04'46" |
| 2    | Etienne Van der Helst | C&A                     | a 13"     |
| 3    | Rudy Pevenage         | Ijsboerke-Gios          | a 19"     |
| 4    | Joop Zoetemelk        | Miko-Mercier-Hutchinson | a 1'25"   |
| 5    | Gerrie Knetemann      | Ti-Raleigh-Mc Gregor    | a 1'43"   |
| 6    | Aad van den Hoek      | Ti-Raleigh-Mc Gregor    | a 1'56"   |
| 7    | Daniel Willems        | Ijsboerke-Gios          | a 2'09"   |
| 8    | Gery Verlinden        | Ijsboerke-Gios          | a 2'17"   |
| 9    | Cees Priem            | Ti-Raleigh-Mc Gregor    | a 2'27"   |
| 10   | Guido Van Calster     | C&A                     | a 2'51"   |